# Projet d'autoroute A79 (France)
Pour les articles homonymes, voir A79.
Cet article concerne un projet d'autoroute entre Lyon et Narbonne. Pour l'autoroute reliant Montmarault à Digoin, voir autoroute A79.
 (avril 2011).
Si vous disposez d'ouvrages ou d'articles de référence ou si vous connaissez des sites web de qualité traitant du thème abordé ici, merci de compléter l'article en donnant les références utiles à sa vérifiabilité et en les liant à la section « Notes et références ».
L’autoroute A79 (aussi appelée la Cévenole) est une autoroute française à l'état de projet gelé qui relierait l'aéroport de Lyon-Saint-Exupéry à la ville de Narbonne.

## Présentation du projet
Ce projet consiste à doubler l'A7 via le Piémont Cévenol. Ce dossier est lié aux résultats du débat public sur les « Transports en vallée du Rhône et dans l'Arc languedocien » qui a eu lieu du 27 mars au 26 juillet 2006.
Cette nouvelle liaison éviterait d'aménager l'A7 à 2×5 voies entre Lyon/Valence et Orange, et offrirait une alternative crédible aux autoroutes existantes A7 et A9 entre Lyon et Narbonne. De nouveaux territoires privés d'accès à l'autoroute ou à une voie rapide (Ardèche, Haut Gard, Haute Vallée de l'Hérault) seraient desservis, comme Privas, Aubenas, Alès ou Le Vigan.

### Coût du projet
En 2003, le coût estimé par l'audit des Ponts et Chaussées était de 3,4 milliards d'euros (à titre de comparaison, le passage à 2×5 voies de l'A7 coûterait 890 millions d’euros[réf. nécessaire]).

### Avantages du projet
Ce projet aurait pour avantages de permettre une liaison directe entre Lyon et l'Espagne, le développement de l'Ardèche, du Haut Gard, et de la haute vallée de l'Hérault et une baisse de trafic de l'A7 et de l'A9.

### Évolution du trafic
Même si l'autoroute A79 est construite, l'autoroute A7 présentera un trafic de 110 000 véhicules par jour (ce chiffre était constant en 2002) ; si l’A7 passe à 2×5 voies, ce chiffre dépasserait 130 000.

### Alternatives
La priorité aurait pu être envisagée pour un tronçon central par Valence, Privas, Aubenas, Alès et Nîmes (via la RN 106 et le futur contournement autoroutier Ouest de Nîmes), l'Hérault étant bien désenclavé avec l'arrivée de l'A75 (2009), l'A750 (2009) et la nouvelle A9 (nouveau contournement sud de Montpellier, et requalification en A709 de l'ancienne rocade).

### Problèmes environnementaux
Le projet d'A79 comporte de nombreux inconvénients dont son impact paysager dans une des dernières régions méditerranéennes françaises préservées.
Une alternative au projet est celui de l'A68 (Toulouse-Lyon via Albi, Rodez, Mende, Le Puy-en-Velay et Saint-Étienne).

### Avenir
Ce projet est compromis pour plusieurs points :
- Au vu de son coût, faisant préférer l'élargissement de l'A7.
- D'un point de vue intégration dans les régions traversées, ce qui ferait passer la vallée du Rhône à 5 voies d'autoroutes (3 pour l'A7, 2 pour l'A79), auxquelles s'ajoutent trois voies ferrées (LGV Rhône-Alpes puis Méditerranée, Ligne de Paris-Lyon à Marseille-Saint-Charles, Ligne de Givors-Canal à Grezan).
- Le nom d'A79 a été attribué à une autre autoroute ouverte en 2022 dans l'Allier, ce qui montre le désintérêt actuel des autorités pour cette réalisation, les autres projets d'autoroutes ayant un numéro non utilisé et réservé.

## Sites concernés par le tracé
Plusieurs tracés sont avancés par la Direction des routes, sans présager d'itinéraires éventuels.
Les sites a priori desservis seraient :
- Vienne ;
- Valence ;
- Privas ;
- Aubenas ;
- Grotte Chauvet ;
- Cévennes ;
- Alès ;
- Anduze ;
- Ganges ;
- Grotte des Demoiselles ;
- Saint-Guilhem-le-Désert ;
- Lodève ;
- Béziers ;
- Narbonne.